# Тарквиний Гордый
Луций Тарквиний Гордый (лат. Lucius Tarquinius Superbus) или Тарквиний II — последний царь Древнего Рима. Согласно римскому преданию, был 7-м по счёту.
Годы правления: 534—509 г. до н. э. Известен своей тиранией. Был изгнан из Рима.

## Происхождение
Отцом Луция Тарквиния Гордого был пятый царь Рима Тарквиний Приск. После его убийства в 578 г. до н. э. сыновьями Анка Марция, взял власть в свои руки любимец его жены Танаквиль Сервий Туллий. Сыновья Тарквиния Приска — Луций и Аррунт — в то время ещё были младенцами. Для того, чтобы предупредить своё возможное свержение сыновьями царя-предшественника, Сервий Туллий старался привязать их к себе. Царь отдал им в супруги своих дочерей: кроткую и ласковую Туллию Старшую — за Луция Тарквиния Гордого, а честолюбивую Туллию Младшую — за нерешительного Аррунта. Однако младшая Туллия составила заговор с Луцием. Она умертвила Аррунта, а он — старшую Туллию. После этого младшая Туллия, преодолев волю отца, вышла замуж за Луция Тарквиния Гордого.
Недовольство патрициев реформами Сервия Туллия привело к тому, что царь потерял поддержку сената. Луций Тарквиний воспользовался этим и попытался сместить своего тестя. В первый раз ему это не удалось — по легенде, за царя вступился народ. Луций Тарквиний был вынужден спасаться бегством. Сделав выводы, в следующий раз он отважился на решительные действия тогда, когда народ был занят на полях. Луций Тарквиний созвал сенат (это была привилегия царя) и объявил о том, что он, а не Сервий Туллий является законным наследником престола. Когда Сервий Туллий (к тому времени уже глубокий старик) явился в сенат для того, чтобы прогнать самозванца, Тарквиний сбросил его со ступенек на каменный помост. Сервий Туллий попытался спастись бегством, но был убит на улице приверженцами Луция. Тут же его тело переехала колесницей его же дочь Туллия Младшая.

## Правление
Сразу после своего избрания на царство Луций Тарквиний окружил себя ликторами и начал проводить политику репрессий против приверженцев погибшего Сервия Туллия. Численность сената, рассчитывавшего на то, что Луций Тарквиний вернёт патрициям былые привилегии, сократилась в результате козней и доносов почти вдвое. Царь не только не пополнял его, но и стал созывать как можно реже. Функции сената фактически заменил совет приближённых царя.
Благодаря большой военной добыче, Луций Тарквиний занялся активным строительством в Риме. При нём был достроен храм Юпитера на Капитолийском холме, закончено строительство канализации (Cloaca Maxima). Тарквиний Гордый уничтожил сабинянские святилища и уровнял Тарпейскую скалу, возвышавшуюся над форумом, откуда сбрасывали осуждённых в Тибр.
Тарквинию Гордому приписывается покупка части собрания пророчеств Кумской сивиллы, которая сама явилась к царю и предложила ему приобрести 9 свёртков по огромной цене. Царь в это время был занят постройкой храма Юпитера и отказался. Через некоторое время сивилла появилась опять и предложила купить по той же цене не 9 свёртков, а 6. Остальные свёртки она сожгла. Тарквиний Гордый отказался и на этот раз. Когда сивилла по той же цене предложила Тарквинию купить только три свёртка с предсказанием судьбы Рима, угрожая сжечь и их, царь всё-таки согласился. Пророчества сивиллы было поручено хранить в подземелье Капитолия, а консультироваться с ними только по чрезвычайному поводу. К примеру, со свитками консультировались после поражения римлян в Битве при Каннах. Тогда пророчество посоветовало похоронить заживо двух галлов и двух греков на рыночной площади. Магистраты последовали этому совету, продемонстрировав тем самым, что любое варварство могло сойти с рук, если речь шла о защите независимости Рима.

## Завоевательная политика
Луций Тарквиний Гордый проводил активную завоевательную внешнюю политику. Он упрочил союз Рима и латинских городов путём физического устранения тех, кто считал Рим поработителем Лация, и созданием родственных союзов. Так, свою дочь он выдал за Октавия Мамилия — царя Тускула. При Тарквинии Гордом римские войска впервые вторглись в область вольсков — были завоёваны города Суесса-Помпеция и Анксур. Были подавлены сабиняне и этруски.
Особенная легенда связана с латинским городом Габии, находящимся в центре Лация, который взбунтовался против диктатуры Тарквиния Гордого. Из-за большой протяжённости его стен и трудностей осады римским войскам не удавалось взять город. Тогда Луций Тарквиний прибегнул к хитрости: в Габии прибыл Секст Тарквиний под предлогом спасения от жестокости своего отца. Никого не удивило, что Тарквиний даже к своим детям был жесток. Секст отличился в вылазках, и скоро ему было поручено командование гарнизоном осаждённого города. По приказу отца, он ослабил или уничтожил всех богатых и важных граждан города Габии, а потом и вовсе открыл ворота города римлянам. Впрочем, город не был разграблен. Луций Тарквиний отдал его сыну Сексту в вотчинное владение.
При Тарквинии Гордом в армию перестали брать представителей низших классов — их использовали в строительстве. Армию же комплектовали, в основном, из наёмников.

## Изгнание Тарквиния, борьба против Рима и смерть
Тирания царя и злоупотребления его сыновей настроили против него все слои общества. Изнасилование сыном царя Секстом Тарквинием добродетельной Лукреции стало последней каплей, переполнившей чашу терпения: родственники Лукреции Луций Юний Брут и Публий Валерий Публикола внесли её тело на форум. Это событие возмутило римлян; под воздействием пламенных речей Брута они низложили царя, осаждавшего в это время Ардею.
Первыми консулами стали Брут и Тарквиний Коллатин (509 год до н. э.). Тарквиния Гордого не впустили в Рим, и он был вынужден с тремя младшими сыновьями искать убежище в Этрурии. Сам Секст Тарквиний был убит во время восстания в Габии.
В изгнании бывший царь Луций Тарквиний пытался заручиться поддержкой этрусских и латинских царей, убеждая их в том, что Рим хочет распространить республиканское правление по всему Лацию. Этрусский царь Ларс Порсена, на которого Луций Тарквиний рассчитывал больше всего, несмотря на победы над римлянами, вынужден был заключить с республикой мирный договор. Луций Тарквиний сумел настроить против Рима латинян, однако в битве при озере Регил в 496 г. до н. э. союзное войско было побеждено римлянами. В битве погибли все оставшиеся сыновья Тарквиния. Бывший царь был вынужден бежать в греческую колонию Кумы к царю Аристодему, где и скончался в 495 г. до н. э.